# کوبی مینو
کوبی مینو (انگلیسی: Kobbie Mainoo؛ زادهٔ ۱۹ آوریل ۲۰۰۵) بازیکن فوتبال اهل انگلستان است که در پست هافبک برای باشگاه منچستر یونایتد در لیگ برتر انگلستان و تیم ملی انگلستان بازی می‌کند.
وی همچنین در تیم‌های ملی فوتبال زیر ۱۷ سال انگلستان و زیر ۱۸ سال انگلستان بازی کرده‌است و در سال ۲۰۲۴ وارد وارد تیم ملی بزرگسالان انگلیس شد و در یورو همراه آنها شده بازی کرد.

## دوران باشگاهی
کوبی مینو از سن نه سالگی در باشگاه فوتبال منچستر یونایتد عضویت دارد و اولین قرارداد حرفه‌ای خود را در ماه مه ۲۰۲۲ با این باشگاه امضا کرد.
مینو در تاریخ ۱۹ فوریه ۲۰۲۳ اولین بازی خود را در لیگ برتر فوتبال انگلستان در جریان پیروزی سه بر صفر تیمش در مقابل لستر سیتی انجام داد.

## دوران ملی
مینو در رده‌های سنی زیر ۱۷ و زیر ۱۸ سال برای انگلیس به میدان رفته‌است؛ هر چند وی واجد شرایط بازی برای تیم ملی فوتبال غنا نیز هست.